# Noël varié
Die Noëls variés  (französisch; etwa: „Variationen über Weihnachtslieder“) für Orgel (und auch andere Tasteninstrumente) sind ein spezifisch französisches Musikgenre, dessen erste Beispiele auf das 17. Jahrhundert zurückgehen, deren Tradition jedoch sicherlich älter ist.

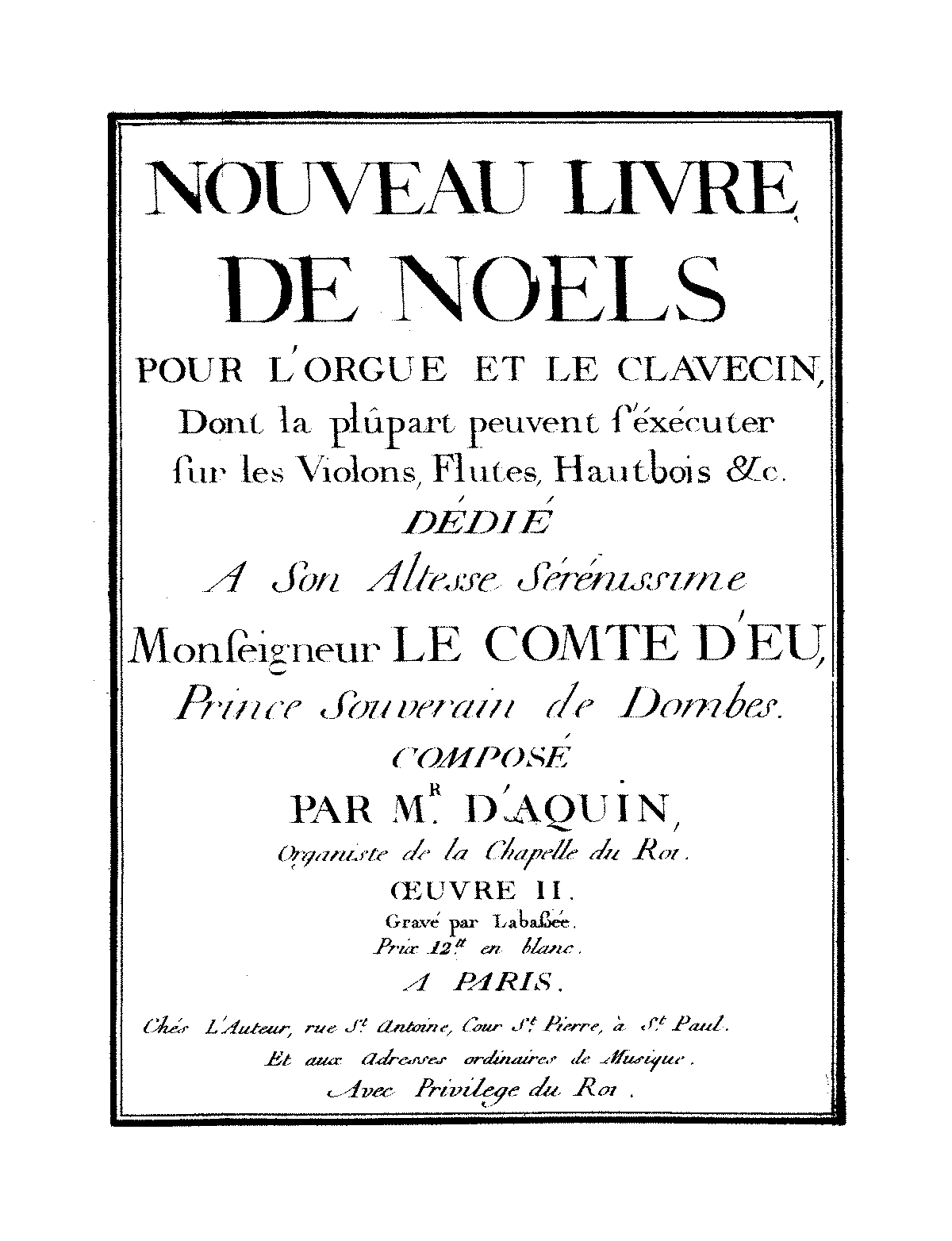
Nouveau livre de Noëls pour l'orgue et le clavecin - Louis-Claude D’Aquin

Dabei handelt es sich um Stücke, deren Themen beliebten Weihnachtsliedmelodien entnommen sind, und die in Improvisationen nach verschiedenen Variationstechniken (melodisch, rhythmisch, Klangfarbe usw.) variiert werden und im Advent und zum Weihnachtsfest gespielt werden. Sie wurden auch im privaten Umfeld gespielt, am Cembalo und gegen Ende des 18. Jahrhunderts am Fortepiano (diesem Instrument weist der Komponist Claude Balbastre beispielsweise seine eigenen Noëls zu).
Die erste Sammlung stammt von Nicolas Gigault (1682), dieser folgten solche von Komponisten wie Nicolas Lebègue, André Raison, Pierre und Jean-François Dandrieu, Louis-Claude Daquin, Claude Balbastre, Michel Corrette, Josse-François-Joseph Benaut, Jean-Jacques Beauvarlet-Charpentier und Guillaume Lasceux.
Auch einige Komponisten des 19. und 20. Jahrhunderts haben Noëls variés oder Stücke geschrieben, die von der Geburt Christi inspiriert sind, darunter Alexandre-Pierre-François Boëly, Isaac-François Lefébure-Wely, James Alfred Lefébure-Wély, César Franck, Eugène Gigout, Théodore Dubois, Alexandre Guilmant, Charles Tournemire, Marcel Dupré, Joseph Noyon, Jean Langlais, Pierre Camonin, Pierre Pincemaille und Olivier Messiaen.
Populäre Werke stammen beispielsweise von Louis-Claude Daquin (1694–1772) und Marcel Dupré (1886–1971) (nach dem Lied Noël nouvelet).

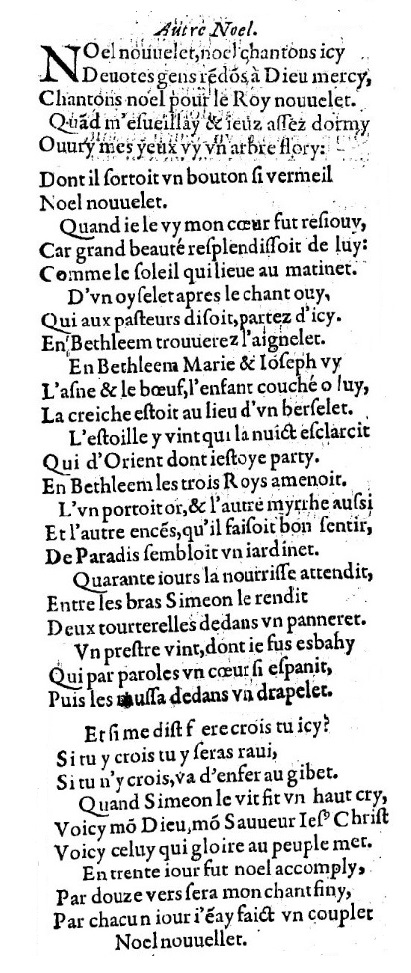
Noël nouvelet

Ein Band der Reihe Orgue et Liturgie (Band 40) beispielsweise ist mit Noëls variés überschrieben, ein anderer der Reihe (Band 16) enthält die Noëls variés von Nicolas Lebègue.